# Ricky Stuart
Pour les articles homonymes, voir Stuart.
 (septembre 2018).
Si vous disposez d'ouvrages ou d'articles de référence ou si vous connaissez des sites web de qualité traitant du thème abordé ici, merci de compléter l'article en donnant les références utiles à sa vérifiabilité et en les liant à la section « Notes et références ».

a Compétitions nationales et continentales officielles uniquement.

b Matchs officiels uniquement.
Ricky Stuart, né le 7 janvier 1967 à Queanbeyan (Australie), est un joueur australien de rugby à XV et de rugby à XIII évoluant au poste de demi de mêlée ou de demi d'ouverture reconverti entraîneur. En tant que joueur, il débute au rugby à XV avec Queanbeyan Whites et est retenu en 1987 en équipe d'Australie sans toutefois prendre part à une rencontre avec cette dernière. Il change de code de rugby en 1988 et rejoint le rugby à XIII dans lequel il était formé plus jeune. Il a revêtu les maillots des Raiders de Canberra et des Bulldogs de Canterbury dans les années 1980, 1990 et 2000. Il mène sa carrière avec succès avec trois victoires en NRL (1989, 1990 et 1994), un titre de meilleur joueur du championnat en 1993 et un titre de meilleur joueur de la finale de NRL en 1990, et connaît de nombreuses sélections en équipe d'Australie et Nouvelle-Galles du Sud pour le State of Origin.
Il se reconvertit en tant qu'entraîneur avec le même succès puisqu'il prend la tête successivement des Roosters de Sydney, Sharks de Cronulla-Sutherland, Eels de Parramatta et Raiders de Canberra. Il remporte la NRL avec les Roosters en 2002 et est élu meilleur entraîneur de NRL en 2016 avec Canberra.

## Palmarès de joueur
- Collectif :
  - Vainqueur de la National Rugby League : 1989, 1990 et 1994 (Raiders de Canberra).
  - Vainqueur du State of Origin : 1990, 1992, 1993 et 1994 (Nouvelle-Galles du Sud).
  - Vainqueur du City vs Country Origin : 1990 (City).
  - Finaliste de la National Rugby League : 1991 (Raiders de Canberra).

- Individuel :
  - Nommé meilleur joueur de National Rugby League : 1993 (Raiders de Canberra).
  - Nommé meilleur joueur de la finale de National Rugby League : 1990 (Raiders de Canberra).

## Palmarès d'entraîneur
- Collectif :
  - Vainqueur du World Club Challenge : 2003 (Roosters de Sydney).
  - Vainqueur de la National Rugby League : 2002 (Roosters de Sydney).
  - Vainqueur de la phase régulière de National Rugby League : 2004 (Roosters de Sydney).
  - Finaliste de la National Rugby League : 2003, 2004 (Roosters de Sydney) et 2019 (Canberra).

- Individuel :
  - Nommé meilleur entraîneur de National Rugby League : 2016 (Raiders de Canberra).

### Détails en club
| Année                                                                   | Année | Club             | Compétition | Saison régulière | Saison régulière | Saison régulière | Saison régulière | Saison régulière | Phase finale | Phase finale | Phase finale | Phase finale | Phase finale |
| Année                                                                   | Année | Club             | Compétition | Class.           | MJ               | V.               | N.               | D.               | Perf.        | MJ           | V.           | N.           | D.           |
| 2002                                                                    | 2002  | Sydney Roosters  | NRL         | 4e               | 24               | 15               | 1                | 8                | Champion     | 4            | 4            | 0            | 0            |
| 2003                                                                    | 2003  | Sydney Roosters  | NRL         | 2e               | 24               | 17               | 0                | 7                | Finaliste    | 3            | 2            | 0            | 1            |
| 2004                                                                    | 2004  | Sydney Roosters  | NRL         | 1er              | 24               | 19               | 0                | 5                | Finaliste    | 3            | 2            | 0            | 1            |
| 2005                                                                    | 2005  | Sydney Roosters  | NRL         | 9e               | 24               | 11               | 0                | 13               | Non qualifié | -            | -            | -            | -            |
| 2006                                                                    | 2006  | Sydney Roosters  | NRL         | 14e              | 24               | 8                | 0                | 16               | Non qualifié | -            | -            | -            | -            |
| 2007                                                                    | 2007  | Cronulla Sharks  | NRL         | 11e              | 24               | 10               | 0                | 14               | Non qualifié | -            | -            | -            | -            |
| 2008                                                                    | 2008  | Cronulla Sharks  | NRL         | 3e               | 24               | 17               | 0                | 7                | Finale prél. | 2            | 1            | 0            | 1            |
| 2009                                                                    | 2009  | Cronulla Sharks  | NRL         | 15e              | 24               | 5                | 0                | 19               | Non qualifié | -            | -            | -            | -            |
| 2010                                                                    | 2010  | Cronulla Sharks  | NRL         | Congédié         | 17               | 5                | 0                | 12               | Non qualifié | -            | -            | -            | -            |
| De 2011 à 2012, Ricky Stuart n'occupe pas de poste d'entraîneur en chef |       |                  |             |                  |                  |                  |                  |                  |              |              |              |              |              |
| 2013                                                                    | 2013  | Parramatta Eels  | NRL         | 16e              | 24               | 5                | 0                | 19               | Non qualifié | -            | -            | -            | -            |
| 2014                                                                    | 2014  | Canberra Raiders | NRL         | 15e              | 24               | 8                | 0                | 16               | Non qualifié | -            | -            | -            | -            |
| 2015                                                                    | 2015  | Canberra Raiders | NRL         | 10e              | 24               | 10               | 0                | 14               | Non qualifié | -            | -            | -            | -            |
| 2016                                                                    | 2016  | Canberra Raiders | NRL         | 2e               | 24               | 17               | 1                | 6                | Finale prél. | 3            | 1            | 0            | 3            |
| 2017                                                                    | 2017  | Canberra Raiders | NRL         | 10e              | 24               | 11               | 0                | 13               | Non qualifié | -            | -            | -            | -            |
| 2018                                                                    | 2018  | Canberra Raiders | NRL         | 10e              | 24               | 10               | 0                | 14               | Non qualifié | -            | -            | -            | -            |
| 2019                                                                    | 2019  | Canberra Raiders | NRL         | 4e               | 24               | 15               | 0                | 9                | Finaliste    | 3            | 2            | 0            | 1            |
| 2020                                                                    | 2020  | Canberra Raiders | NRL         | 5e               | 20               | 14               | 0                | 6                | Finale prél. | 3            | 2            | 0            | 1            |
| 2021                                                                    | 2021  | Canberra Raiders | NRL         | 10e              | 24               | 10               | 0                | 14               | Non qualifié | -            | -            | -            | -            |
| 2022                                                                    | 2022  | Canberra Raiders | NRL         | 8e               | 24               | 14               | 0                | 10               | 2e tour      | 2            | 1            | 0            | 1            |
| 2023                                                                    | 2023  | Canberra Raiders | NRL         | 8e               | 24               | 13               | 0                | 11               | 1er tour     | 1            | 0            | 0            | 1            |
| 2024                                                                    | 2024  | Canberra Raiders | NRL         | 9e               | 24               | 12               | 0                | 12               | Non qualifié | -            | -            | -            | -            |
| 2025                                                                    | 2025  | Canberra Raiders | NRL         | -                | -                | -                | -                |                  | -            | -            | -            | -            | -            |